# Lucas Torreira
Lucas Sebastián Torreira Di Pascua (n. 11 februarie 1996, Fray Bentos⁠(d), Departamentul Río Negro, Uruguay) este un fotbalist uruguayan care joacă pe postul de mijlocaș pentru Galatasaray și este un component al echipe naționale a Uruguayului.

## Statistici carieră
La la meciul jucat pe 29 mai 2019.
| Club               | Sezon         | Campionat      | Campionat | Campionat | Cupă | Cupă | Europa | Europa | Altele | Altele | Total | Total |
| Club               | Sezon         | Divizie        | M         | G         | M    | G    | M      | G      | M      | G      | M     | G     |
| ------------------ | ------------- | -------------- | --------- | --------- | ---- | ---- | ------ | ------ | ------ | ------ | ----- | ----- |
| Pescara            | 2014–15       | Serie B        | 5         | 0         | 0    | 0    | —      | —      | 3      | 0      | 8     | 0     |
| Pescara (împrumut) | 2015–16       | Serie B        | 29        | 4         | 2    | 1    | —      | —      | 3      | 1      | 34    | 6     |
| Pescara (împrumut) | Total         | Total          | 34        | 4         | 2    | 1    | 0      | 0      | 6      | 1      | 42    | 6     |
| Sampdoria          | 2016–17       | Serie A        | 35        | 0         | 1    | 0    | —      | —      | —      | —      | 36    | 0     |
| Sampdoria          | 2017–18       | Serie A        | 36        | 4         | 2    | 0    | —      | —      | —      | —      | 38    | 4     |
| Sampdoria          | Total         | Total          | 71        | 4         | 3    | 0    | 0      | 0      | 0      | 0      | 74    | 4     |
| Arsenal            | 2018–19       | Premier League | 34        | 2         | 4    | 0    | 12     | 0      | —      | —      | 50    | 2     |
| Total carieră      | Total carieră | Total carieră  | 139       | 10        | 9    | 1    | 12     | 0      | 6      | 1      | 166   | 12    |

## Palmares
Arsenal
- vice-campion UEFA Europa League: 2018–19[4]